# Lugavčina
Lugavčina (cyr. Лугавчина) – wieś w Serbii, w okręgu podunajskim, w mieście Smederevo. W 2011 roku liczyła 3078 mieszkańców.